# Chaga Saga
Chaga-sagan är en science fiction-trilogi av  Ian McDonald. Det är ett av få arbeten inom populär litteratur som föreställer sig ett futuristiskt Kenya, befolkat av såväl urgamla traditioner som artificiell intelligens, robotar och nanoteknik. Den ger en intressant analys av AIDS-krisen i Afrika.
De tre delarna gavs ut mellan 1995 och 2000, som romanerna Chaga (USA titel Evolution's Shore) och  Kirinya plus  långnovellen Tendeléo's Story. Trilogin är en viktig och mycket övertygande moralisk skildring av den utomjordiska invasionsberättelsen på senare år. Den första delen var nominerad till British Science Fiction Award 1995 och John W. Campbellpriset för bästa science fictionroman 1996 och Tendeléo's Story vann Theodore Sturgeon priset 2001.

## Intrig
Den journalistiska sentensen i "Chaga Saga", anspelar på ”Aga sagor”, en engelsk underhållningsgenre med en välmående medelklassfamilj på landsorten, som har en stor AGA-spis. Detta är i linje med de kvinnliga huvudpersonerna i romanerna, men här är McDonalds syfte långt mörkare än lantlig familjeromantik medger. Handlingens yttre ram innehåller det högst verkliga mysteriet med Saturnusmånen Japetus mörka sida, men den verkliga berättelsen börjar med omfattande utomjordiska landsättningar runt ekvatorn- biologiska meteorpaket som slår ned och spiller ut en ohejdbar våg av förändring. Djur skadas inte direkt, men deras habitat förstörs obarmhärtigt.  Chagas huvudtema rör utomjordingarnas framryckning mot Nairobi från en nedslagsplats på Kilimanjaro. Huvudpersonen är Ulsterjournalisten Gaby McAslin, som med en utomståendes ögon både uppskattar det afrikanska landskapets skönhet och mycket tydligt uppfattar hur en "FN-karantän" drabbar Kenya och dess invånare. Berättelsen om Gaby och hennes dotter, går vidare i Kirinya till en i stort tillfredsställande space opera höjdpunkt, som också är visionär och satirisk. Tendeléo's Story är en vinklad slutvinjett, sedd genom ögonen på en ung kenyanska, som undkommer till England bara för att utvisas tillbaka till Kenya som en oönskad främling.  Nu för att hon skulle kunna ha smittats av en ännu mindre önskvärd och mycket mer främmande utomjording.
Den moraliska kraften i McDonald's intrig härrör från att han använder den invaderande utomjordingen som en oerhört kraftfull men också mycket opålitlig metafor:
Bilden av den ohejdbara våg av omvandling var hämtad från Star Trek-filmen Star Trek II – Khans vrede: ”Det är en nedskruvad skapelseprocess, och när jag äntligen fick grepp om den, så blev den en rik källa av metaforer: för kolonialism, ny teknik, globalisering, förändring, döden. Om Chaga är kolonialism, är det en unik form som låter människorna i den fattiga södern använda och omvandla den efter deras behov och skaffa sig själva makt. Det är en symbios."
De ekonomiska och moraliska frågorna fokuseras och illustreras av hur resolut FN och den globala läkemedelsindustrin döljer det faktum att exponering för de utomjordiska Chaga botar AIDS, och kniven vrids om av en fiktiv men trovärdig virologi. I McDonald's 2008, som han föreställde sig den i maj 1994, finns det fyra stammar av HIV.  HIV4 innebär en dödsdom för alla, till dess att Chaga anländer, men HIV1-3 är dödsstraff bara för de fattiga. Detta visar mycket tydligt McDonald's förståelse (ovanligt i mitten av 1990-talet) att AIDS inte längre var en "killer" i sig, utan hade för "första världens" rika blivit en hanterbart tillstånd. McDonald's plottning har också, i Chaga, tagit djupt intryck av Conrads Mörkrets hjärta, och precis som hos Conrad finns den verkliga mardrömmen inte bara i Kongobäckenets inre, utan också i den lurande massan av det sena viktorianska London. Därför är McDonald's "mörkrets hjärta" inte de invaderande utomjordingarna utan FN:s och utvecklade nationers svar på den.